# Journal of Chemical Education
Das Journal of Chemical Education (abgekürzt J. Chem. Educ.) ist eine monatlich erscheinende wissenschaftliche Zeitschrift, welche sowohl in gedruckter Form als auch in elektronischer Form veröffentlicht wird. Der Herausgeber (Division of Chemical Education of the American Chemical Society) wurde 1924 gegründet. Die Zeitschrift veröffentlicht die neusten Forschungsergebnisse im Fachbereich Chemie und wird nicht nur in Amerika zu den wichtigsten wissenschaftlichen Zeitschriften gezählt.
Der Impact Factor lag im Jahr 2023 bei 2,5. Nach der Statistik des ISI Web of Science wurde das Journal 2020 in der Kategorie multidisziplinäre Chemie an 91. Stelle von 178 Zeitschriften und in der Kategorie Erziehungswissenschaften an 14. Stelle von 44 Zeitschriften geführt.
Das Journal veröffentlichte auch viele Artikel zur Chemiegeschichte. So basiert das Buch Discovery of the Elements von Mary Elvira Weeks auf Artikeln im Journal in den 1930er Jahren und der Chemiehistoriker Aaron J. Ihde gab chemiehistorische Artikel aus dem Journal in Buchform heraus.